# パリセイズ・アミューズメント・パーク

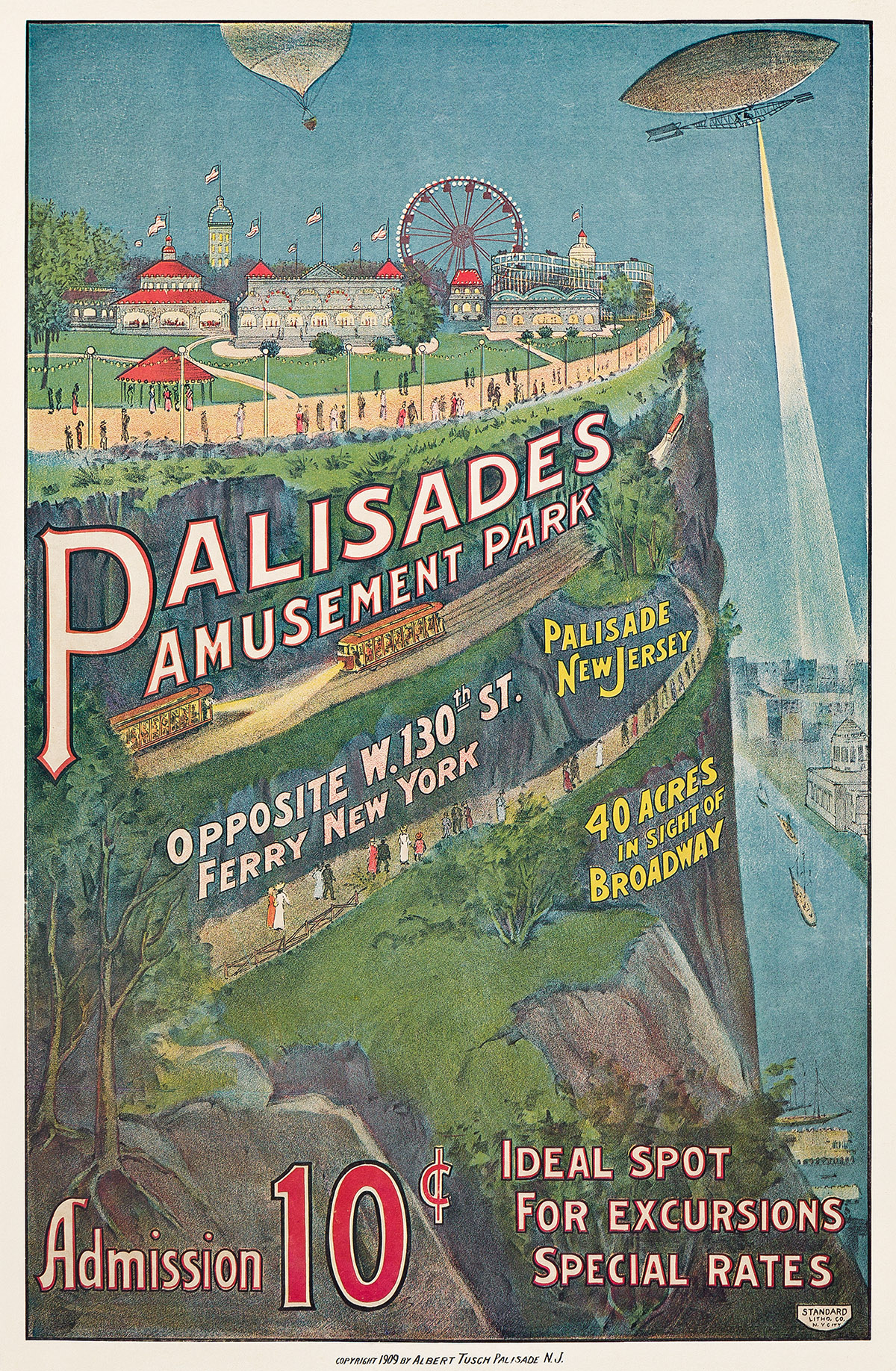
パリセイズ・アミューズメント・パークのポストカード

パリセイズ・アミューズメント・パーク（Palisades Amusement Park）は、かつてニュージャージー州バーゲン郡にあった30エーカーの遊園地。ニューヨーク市からはハドソン川を越えた川岸にあり、人気を博した。パークは1898年から1971年まで運営され東海岸のディズニーランドと呼ばれ閉園まで人気を保ち続けた。現在は再開発されて高層住宅街となっている。

## 1898-1910：トローリー・パーク時代

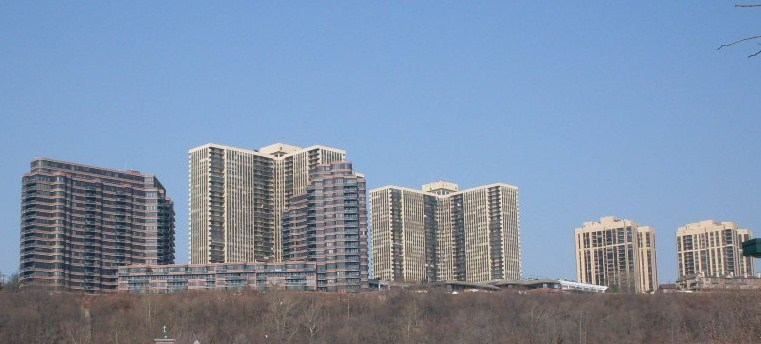
現在のビル街

パークの歴史を通して存在した場所は、現在クリフサイド・パークとフォートリーの一部となっている。マンハッタンのウエストサイドからはハドソン川越しに跡地が見える。1898年、乗用車がまだ一般的でなかった時代、トローリーバスの平日午後帯と週末の乗客率向上を目指しバーゲン・トラクション・カンパニー社が"The Park on the Palisades"をオープンした。暫くは近隣住人の憩いの場として人気を博した。
1908年トローリー会社はオーガスト・ニューマンとフランク・ノックスに売却、2人に雇われたアルビン・デクスターが経営を行った。

## 1910-1934：シェンク兄弟

正面玄関（1912年）

1908年、パークは"パリセイズ・アミューズメント・パーク"に改名され、と新しく斬新なアトラクションを取り入れていった。
1910年近所のフォートリーで興った映画産業に注力していたジョセフ・M・シェンクとニコラス・シェンクのシェンク兄弟により買収される。そして"シェンク兄弟のパリセイズ・パーク"と改名される。
1912年には巨大なプールが設置された。60 m下にあるハドソン川から水をポンプでくみ上げ120 m×180 mのプールに水を満たした。このプールは波のプールとして宣伝された。このパークはさらに人気となりたくさんの目新しいアトラクションが追加されて行った。

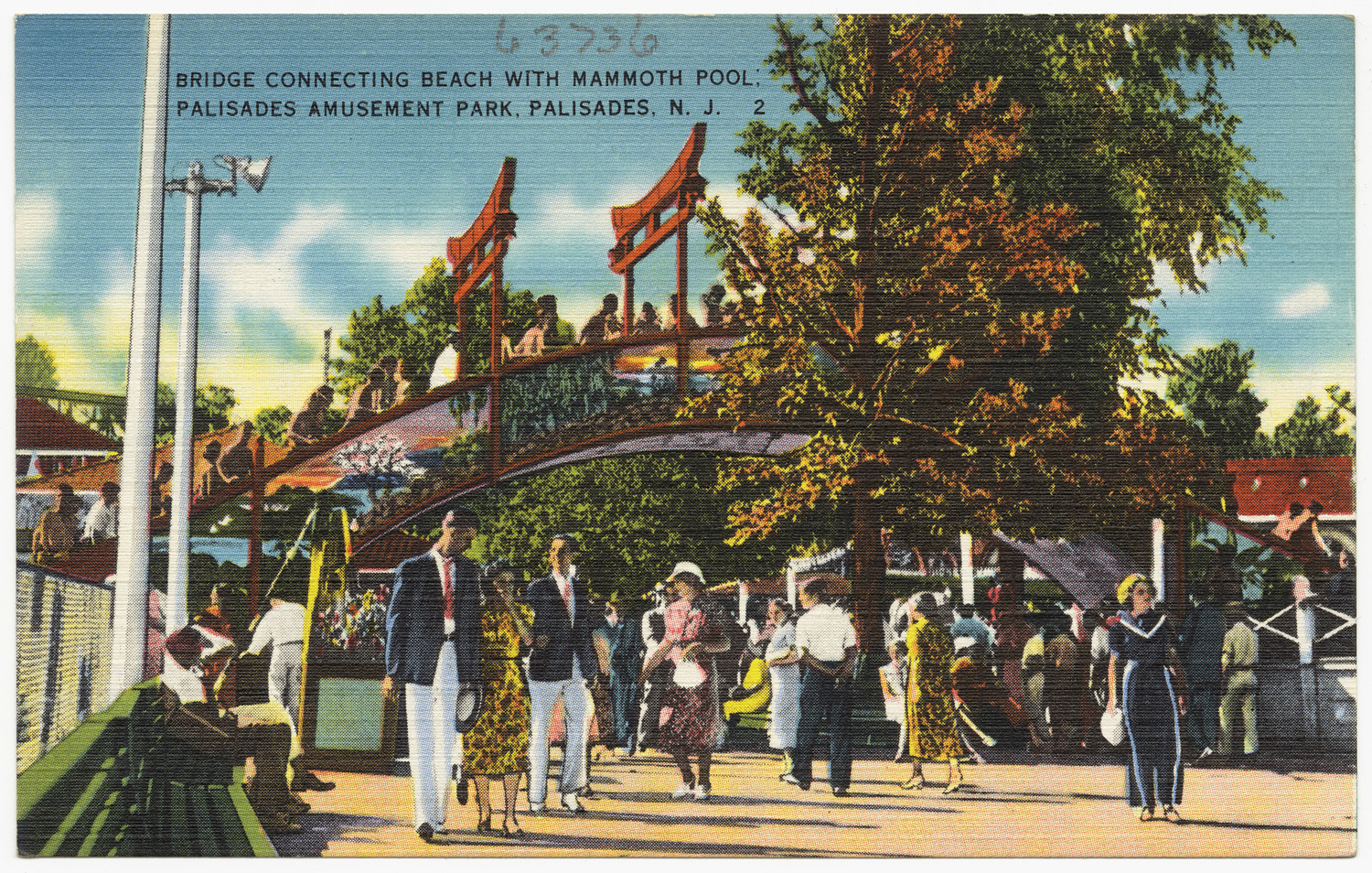
ビーチとマンモスプールを繋ぐ橋
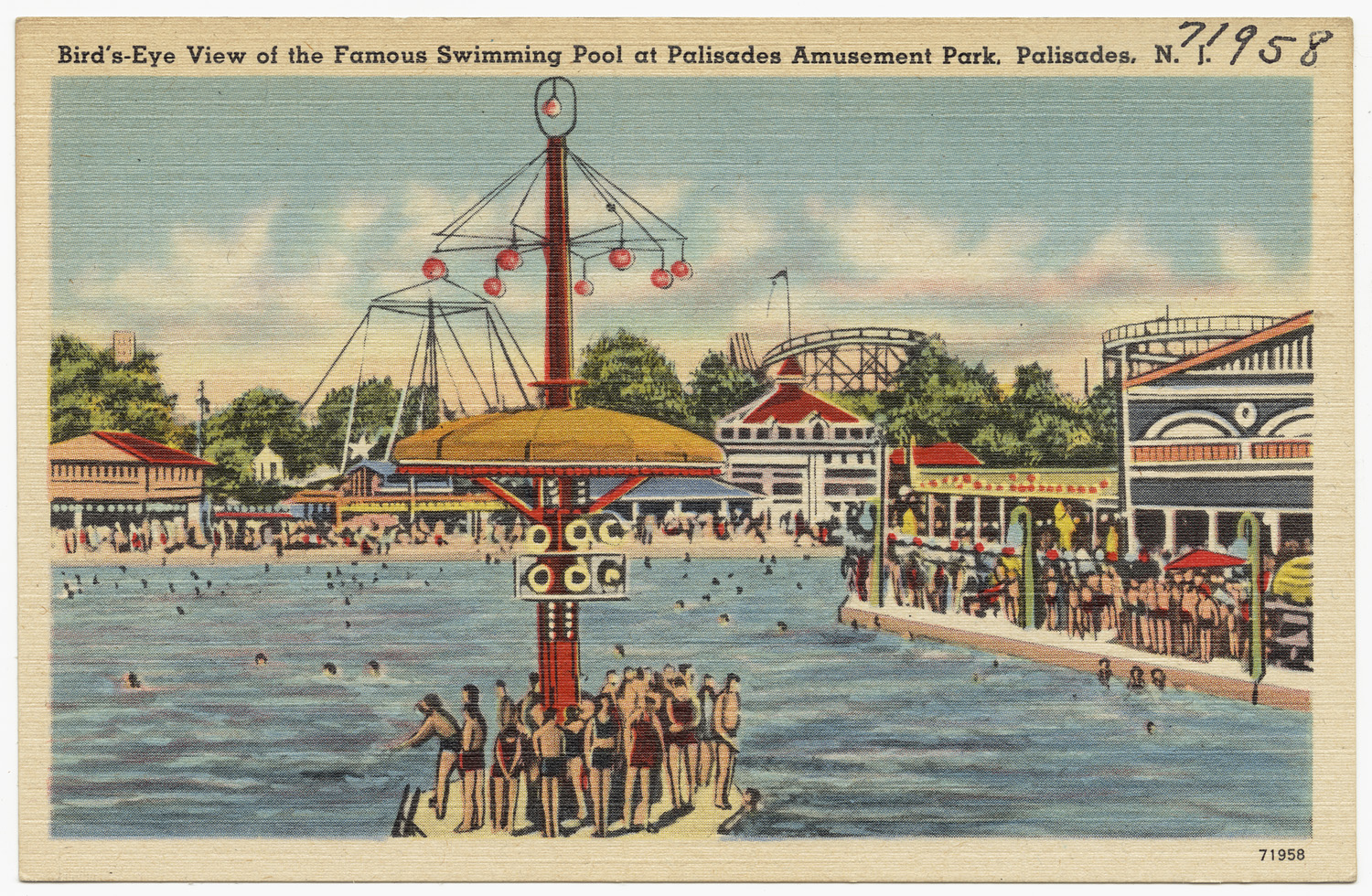
プール
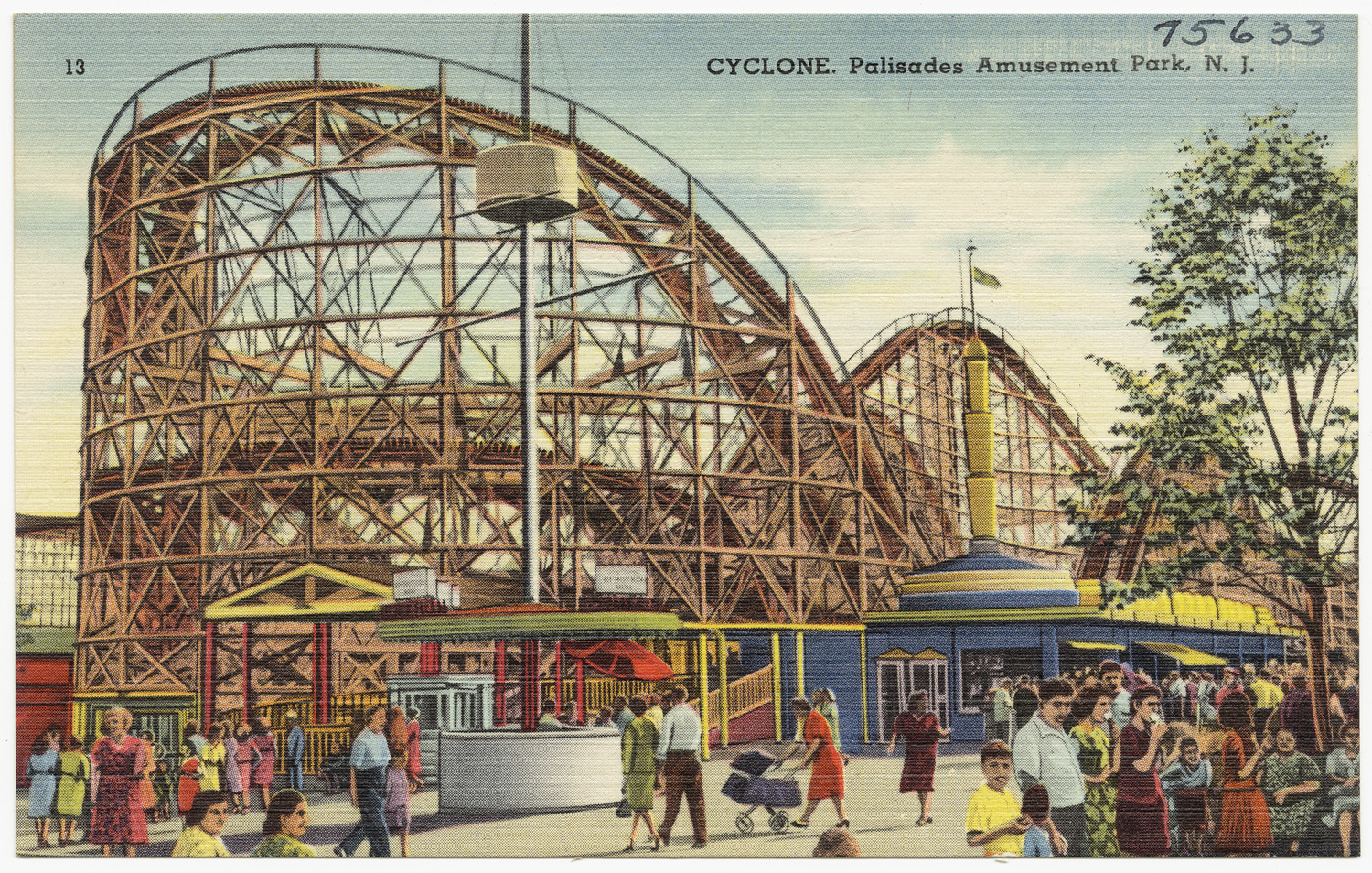
サイクロン（英語版）（木製のジェットコースター）
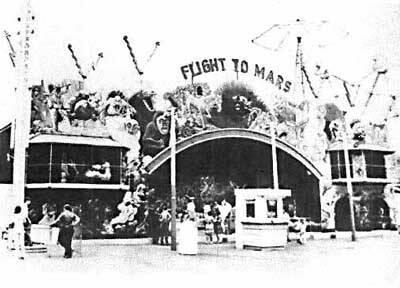
フライト・トゥ・マーズ（火星への飛行）
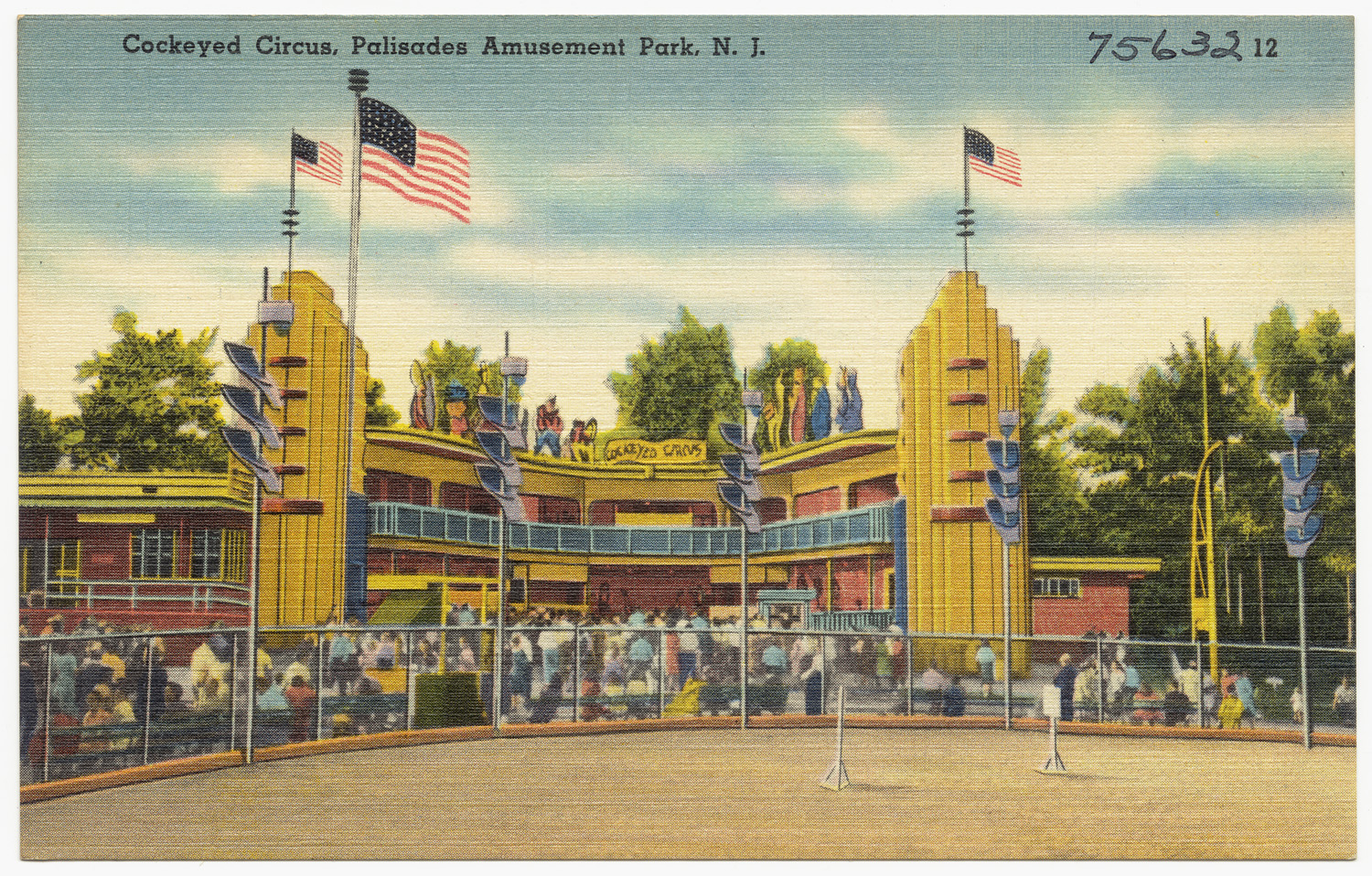
コックキード サーカス
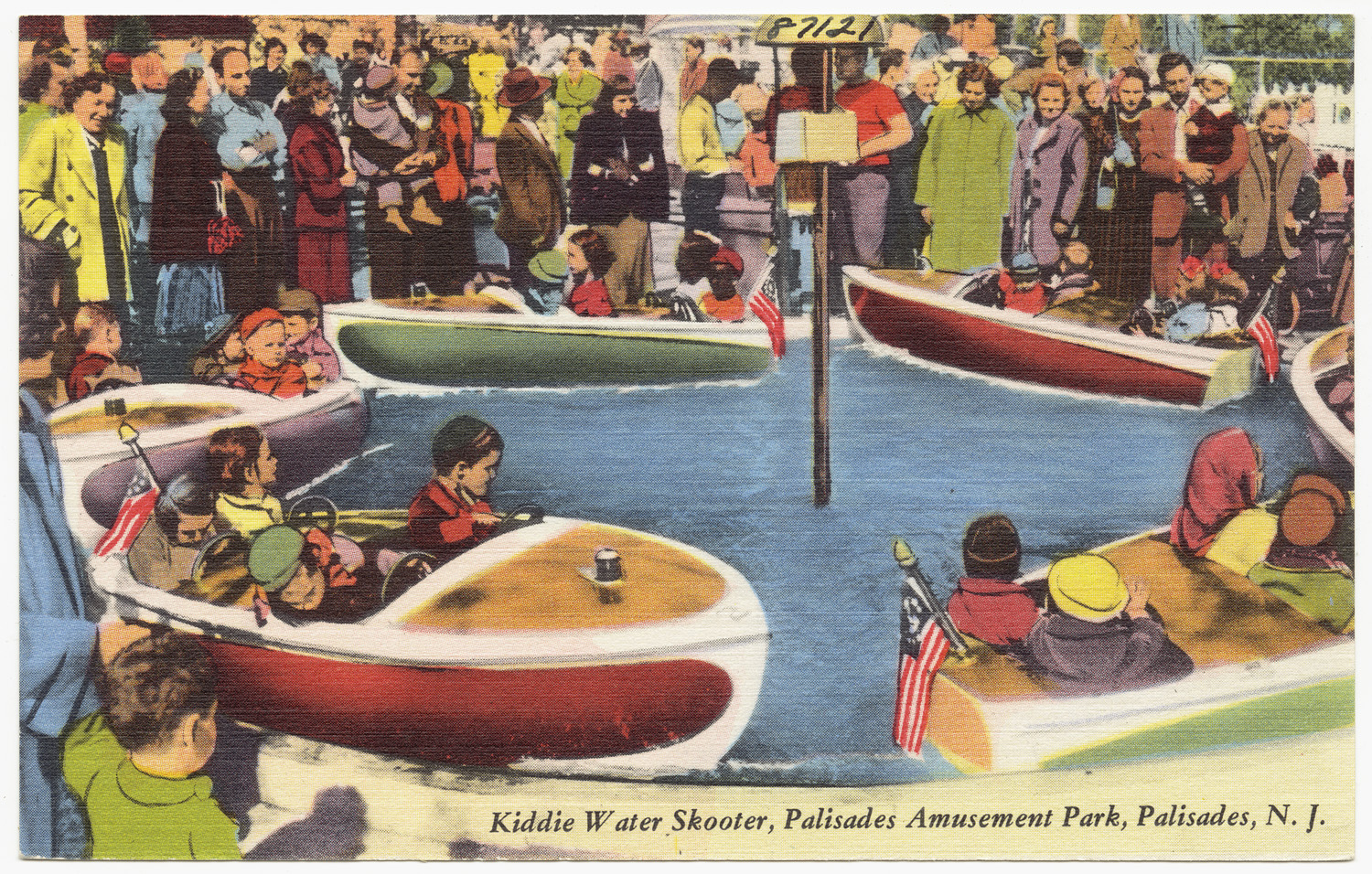
ウォーターライド
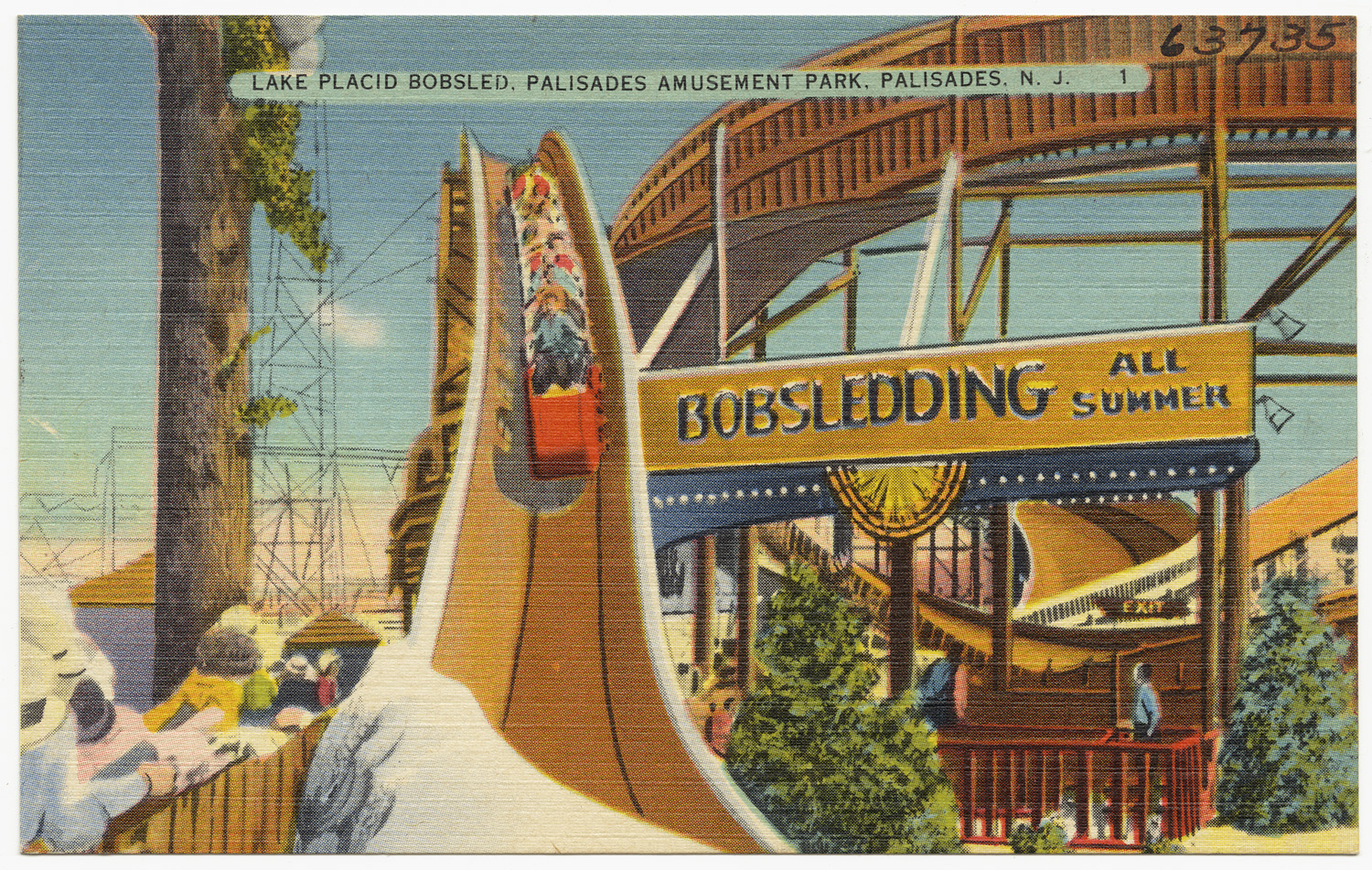
ボブスレー（ボブスレーに見立てたジェットコースター）

## 1934-1971：ローゼンタール兄弟の時代

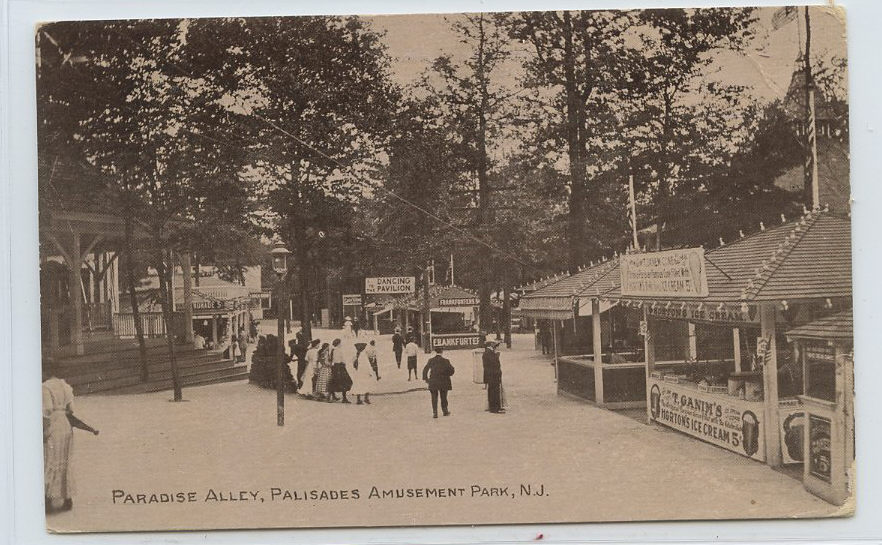
1930年代の画像

1934年、シェンク兄弟はコニーアイランドを成功させたローゼンタール兄弟（アーヴィング・ローゼンタールとジャック・ローゼンタール）にパークを$450,000で売却する。